# Badminton Horse Trials
Badminton Horse Trials är en årlig tävling i fälttävlan som hålls i parken till Badminton House. Tävlingen är en av endast sex tävlingar i världen som genomförs på den svåraste nivån CCI****. Terrängmomentet brukar dra en publik på närmare en kvarts miljon vilket gör det till världens näst mest välbesökta idrottsevenemang, bara Indianapolis 500 är större.